# Deutschland-Fernsehen
Die Deutschland-Fernsehen GmbH war eine eilends gegründete Dachgesellschaft, um die Bundesländer an der Freies Fernsehen Gesellschaft (FFG) zu beteiligen und somit eine Klage vor dem Bundesverfassungsgericht zu vermeiden.

## Rechtslage

### Ausgangssituation
Bundeskanzler Adenauer und sein Kabinett wünschten sich ein zweites Fernsehprogramm, welches bundesweit senden und dem Bund unterstellt sein sollte. Es sollte sich dabei um das private Unternehmen Freies Fernsehen Gesellschaft handeln. Allerdings lag die Kulturhoheit bei den Ländern, sodass diese mit einer erfolgreichen Klage vor dem Bundesverfassungsgericht den Plan
zerstören konnten. Es gab aber eine Grauzone: Die Deutsche Bundespost – und somit der Bund – besaß das Recht, Sendelizenzen zu vergeben. Damit konnte man argumentieren, der Bund sei für den Rundfunk insgesamt zuständig, doch stand dies auf wackeligen Füßen.

### Lockmittel für die Länder
In Anbetracht der Rechtslage hoffte man, die Länder mit einer Beteiligung an dem zweiten Programm von einer Klage abhalten zu können. Hierzu gründete man die Deutschland-Fernsehen GmbH, an der die Länder ursprünglich mit 49 % und der Bund mit 51 % beteiligt sein sollten. Die FFG sollte dabei der wichtigste, wenn nicht sogar einzige Veranstalter von Programm sein. Die Länder lehnten dieses Vorgehen allerdings ab. Dennoch unterzeichneten am 25. Juli 1960 Adenauer als Bundeskanzler sowie Bundesjustizminister Fritz Schäffer als Privatperson und Treuhänder für die Länder den Gesellschaftervertrag der Deutschland-Fernsehen GmbH, am 1. August erfolgte die Eintragung in das Handelsregister Köln. Die Länder akzeptierten Schäffer nicht, und die übrigen Minister hatten an der Position kein Interesse. So änderte man schon am 25. August die Satzung, wobei die Bundesregierung den Anteil der Länder in Höhe von 11.000 DM übernahm.

## Aktivitäten

### Sendelizenzen
Am 1. August 1960 beantragte man bei der Deutschen Bundespost die Zuteilung eines Fernsehsendernetzes, Bild- und Tonleitungen zum 1. Januar 1961.

### Finanzierung
Finanzieren sollte sich die GmbH durch Abgaben des Programmveranstalters und somit letztlich von Werbeeinnahmen. Für die Anlaufzeit standen 23.000 DM aus den besonderen Verfügungsfonds des Bundeskanzlers und 80.000 DM zinslose Darlehen des Bundes bereit.

## Gerichtsentscheidung

### Klage
Die SPD-geführten Bundesländer Hamburg, Bremen, Niedersachsen und Hessen riefen zwischen dem 19. August 1960 und dem 19. September 1960 das Bundesverfassungsgericht an, da sie ihre Kulturhoheit verletzt sahen. Weil die Vorbereitungen zum zweiten Programm aber unbeirrt weitergingen und am 1. Januar 1961 der Sendestart erfolgen sollte, beantragte man zudem eine einstweilige Anordnung, die das Gericht am 17. Dezember 1960 auch erließ. Damit war die FFG und mit ihr die Deutschland-Fernsehen GmbH faktisch am Ende.

### Bundesverfassungsgerichtsurteil
Am 28. Februar 1961 verkündete das Bundesverfassungsgericht schließlich das Urteil, dessen entscheidende Aussage lautete: „Das Fernmeldewesen beginnt erst mit der Übermittlung der sendefertigen Ton- und Bildsignale vom Rundfunkstudio zu einem oder mehreren Sendern (Übermittlung durch Leitungen oder durch Funk); es umfasst sodann die Ausstrahlung der Sendung und die sich etwa daran anschließenden technischen Vorgänge bis zum Empfang der Sendung. Zum Fernmeldewesen im Sinne von Art. 73 Nr. 7 GG gehören die technischen Voraussetzungen, deren Regelung für einen geordneten Ablauf des Betriebs der Rundfunksender und des Empfangs ihrer Sendungen unerlässlich ist …“
Danach war die Deutschland-Fernseh GmbH verfassungswidrig, da die Länder für die Organisation des Rundfunks zuständig sind, der Bund hingegen nur für die Rundfunktechnik. Somit wurde erstmals seit Gründung der Bundesrepublik eine klare Trennlinie zwischen dem sendetechnischen Bereich und dem Veranstalter gezogen. Solch ein klares Urteil hatte das Bundeskabinett nicht erwartet, die Niederlage hat, zusammen mit dem ungeschickten Verhalten beim Berliner Mauerbau, erheblich zum Machtverlust Adenauers beigetragen.
Nach dem Urteil wurde die Deutschland-Fernsehen GmbH aufgelöst. Die Kosten von insgesamt 63.000 DM nach Veräußerung des bereits vorgefertigten Sendematerials wurden als außerplanmäßige Ausgabe im Bundeshaushalt verbucht – es handelte sich vor allem um Tagungsgelder. Dabei waren diese Gelder in keinem Haushalt des Bundes vorgesehen.

### Eigeninitiative der Länder
Mit dem Urteil gerieten die Ministerpräsidenten der klagenden Länder unter Druck, erwartete man doch allerorten ein zweites Vollprogramm. Eine Möglichkeit bestand in einem zweiten ARD-Programm, von dem allerdings eine starke Regionalisierung befürchtet wurde. Zudem gab es für einen ARD-Ableger keine Mehrheit in der CDU/CSU-Bundestagsfraktion. Die Länder beschlossen daraufhin am 23. März 1961 ein gemeinsames zweites Programm und unterzeichneten schon am 6. Juni 1961 den zugehörigen Staatsvertrag über „eine gemeinnützige Anstalt des öffentlichen Rechts mit dem Namen: Zweites Deutsches Fernsehen“. Das Land Rheinland-Pfalz kaufte am 4. Dezember 1961 das Eschborner Studio für das zukünftige ZDF von der FFG.
Sozusagen „durch die Hintertür“ richteten die Sender der ARD dann von Mitte 1964 (Bayerischer Rundfunk) bis Anfang 1969 (Südwest 3) doch noch ihre jeweiligen zweiten Fernsehprogramme ein, die sie, unter Berücksichtigung der Verwendung des Begriffes „zwei“ für das ZDF, dann „Die Dritten“ nannten. Für diese wurde sendetechnisch an das UHF-Frequenzband des ZDF (UHF-Band IV bis K39) lückenlos ein weiteres angehängt (UHF-Band V bis K60), so dass die Dritten Fernsehprogramme der ARD ohne weiteren Umbau am Fernseher, mit demselben UHF-Konverter und über dieselbe Antenne wie für das ZDF, zu empfangen waren.